# Olympische Sommerspiele 1976/Teilnehmer (Papua-Neuguinea)
| Gelbes Symbol für Goldmedaillen mit stilisierten Olympischen Ringen | Graues Symbol für Silbermedaillen mit stilisierten Olympischen Ringen | Braundes Symbol für Bronzemedaillen mit stilisierten Olympischen Ringen |
| ------------------------------------------------------------------- | --------------------------------------------------------------------- | ----------------------------------------------------------------------- |
| —                                                                   | —                                                                     | —                                                                       |

Papua-Neuguinea nahm an den Olympischen Sommerspielen 1976 in Montréal, Kanada, mit einer Delegation von sechs Sportlern (allesamt Männer) teil. Es war die erste Teilnahme des Landes an Olympischen Spielen.

## Teilnehmer nach Sportarten

### Boxen
- Tumat Sogolik
Bantamgewicht: 2. Runde

- Zoffa Yarawi
Halbfliegengewicht: 2. Runde

### Leichtathletik
- Wavala Kali
200 Meter: Vorläufe
400 Meter: Vorläufe

- John Kokinai
5000 Meter: Vorläufe
Marathon: 59. Platz

- Tau John Tokwepota
10.000 Meter: Vorläufe
Marathon: 56. Platz

### Schießen
- Trevan Clough
Trap: 35. Platz